# W3Schools
W3Schools est un site web destiné à l'apprentissage en ligne des technologies web. Son contenu inclut des didacticiels et des références relatives aux langages et frameworks suivants: 
- HTML,
- CSS,
- JavaScript,
- SQL,
- Python,
- Java,
- PHP,
- Bootstrap,
- W3.CSS,
- C,
- C++,
- C#,
- React,
- R,
- jQuery,
- Django,
- TypeScript,
- JSON,
- AngularJS,
- Node.js,
- XQuery,
- AJAX,
- XML.

Il reçoit plus de 60 millions de visiteurs chaque mois.
Créé en 1998, son nom est dérivé du World Wide Web, mais n'est pas affilié au W3C (World Wide Web Consortium). Il est géré par Refsnes Data, basé en Norvège. W3Schools présente des milliers d'exemples de code. À l'aide d'un éditeur en ligne, les lecteurs peuvent modifier des exemples et exécuter le code dans un bac à sable.